# Кхмерская национальная армия
Кхме́рская национа́льная а́рмия (кхмер. កងទ័ពជាតិខ្មែរ, фр. Armée Nationale Khmère, ANK) — один из видов Кхмерских национальных вооруженных сил (ФАНК) — регулярных воинских формирований Камбоджи (Кхмерской Республики) в период гражданской войны в Камбодже 1970—1975 гг.

## Униформа и знаки различия
В отличие от армий Южного Вьетнама и Лаоса, которые использовали собственную систему званий, ФАРК продолжала использовать французскую модель вооруженных сил, сохранившуюся еще с колониальной эпохи. Система званий камбоджийской армии была почти идентична аналогичной система французской армии 1956 года, являющихся одинаковыми для всех видов вооруженных сил, за исключением некоторых аспектов.
| Погоны к повседневной форме одежды | Нет                    | ?                      | ?              | ?             | ?                     | ?                   | ?                    | ?                     | ?                      |
| Соответствие армии США             | Рядовой второго класса | Рядовой первого класса | Младший капрал | Капрал        | Штаб-сержант          | Мастер-сержант      | Уорент-офицер        | Старший уорент-офицер | Аспирант               |
| Оригинальное название (кхм.)       | Pʊəl too ពលទោ           | Pʊəl aek ពលឯក          | Niey too នាយទោ   | Niey aek នាយឯក | Pʊəl baal trəy ពលបាលត្រី | Pʊəl baal too ពលបាលទោ | Pʊəl baal aek ពលបាលឯក | Prɨn baal too ព្រឹន្ទបាលទោ | Prɨn baal aek ព្រឹន្ទបាលឯក |

| Офицерский состав                  | Офицерский состав | Офицерский состав | Офицерский состав | Офицерский состав | Офицерский состав   | Офицерский состав | Офицерский состав | Офицерский состав | Офицерский состав | Офицерский состав     | Офицерский состав | Офицерский состав |
|                                    | Младшие офицеры   | Младшие офицеры   | Младшие офицеры   | Старшие офицеры   | Старшие офицеры     | Старшие офицеры   | Высшие офицеры    | Высшие офицеры    | Высшие офицеры    | Высшие офицеры        |                   |                   |
| ---------------------------------- | ----------------- | ----------------- | ----------------- | ----------------- | ------------------- | ----------------- | ----------------- | ----------------- | ----------------- | --------------------- | ----------------- | ----------------- |
| Погоны к повседневной форме одежды |                   |                   |                   |                   |                     |                   |                   |                   |                   |                       |                   |                   |
| Соответствие армии США             | 2-й лейтенант     | 1-й лейтенант     | Капитан           | Майор             | Полковник-лейтенант | Полковник         | Бригадный генерал | Генерал-майор     | Генерал-лейтенант | Генерал               | Фельдмаршал       |                   |
| Оригинальное название (кхм.)       | Aknu trəy អនុត្រី    | Aknu too អនុទោ      | Aknu aek អនុឯក     | Vorak trəy វរត្រី   | Vorak too វរទោ       | Vorak aek វរឯក    | Utdɑm trəy ឧត្តមត្រី | Utdɑm too ឧត្តមទោ   | Utdɑm aek ឧត្តមឯក  | Utdɑm nieyʊək ឧត្តមនាយក | ?[уточнить]       |                   |

## История

### Мобилизация (1970—1971)
После государственного переворота и свержения Нородома Сианука в марте 1970 года, новый глава государства — генерал Лон Нол, отдал указ о начале всеобщей мобилизации. Военная помощь со стороны Соединенных Штатов, Таиланда и Южного Вьетнама открывала новые возможности по модернизации вооруженных сил бывшего королевства. Вскоре после переворота КНР и Советский Союз, а затем французские власти остановили военное сотрудничество с Камбоджей (Кхмерской Республикой), тем самым лишив ее материально-технической помощи и подготовки военных кадров. В июне 1970 года королевские сухопутные силы были переименованы в Кхмерскую национальную армию (фр. Armée Nationale Khmère). К тому моменту АНК стремительно расширилась, ее численность достигала 110 тысяч солдат (в т.ч. и женщин). Однако большинство из них составляли неподготовленные новобранцы, спешно организованные на манер армий Франции и США.

### Перегруппировка сил (1972—1973)
- 1-я пехотная дивизия (Камбоджа)
- 2-я пехотная дивизия (Камбоджа)
- 3-я пехотная дивизия (Камбоджа)
- 7-я пехотная дивизия (Камбоджа)